# Templariusze (utwór)
Templariusze – książka Régine Pernoud przedstawiająca dzieje zakonu templariuszy. W języku polskim wydana w 1995 roku przez wydawnictwo Marabut.